# 1116 (numero)
Millecentosedici (1116) è il numero naturale dopo il 1115 e prima del 1117.

## Proprietà matematiche
- È un numero pari.
- È un numero composto con 18 divisori: 1, 2, 3, 4, 6, 9, 12, 18, 31, 36, 62, 93, 124, 186, 279, 372, 558, 1116. Poiché la somma dei suoi divisori (escluso il numero stesso) è 1796 > 1116 è un numero abbondante.
- È un numero di Harshad.
- È parte delle terne pitagoriche (465, 1116, 1209), (637, 1116, 1285), (837, 1116, 1395), (1116, 1488, 1860), (1116, 1760, 2084), (1116, 2387, 2635), (1116, 3255, 3441), (1116, 3763, 3925), (1116, 4252, 4396), (1116, 4960, 5084), (1116, 5712, 5820), (1116, 10013, 10075), (1116, 11505, 11559), (1116, 12950, 12997), (1116, 17280, 17316), (1116, 25935, 25959), (1116, 34587, 34605), (1116, 51888, 51900), (1116, 77837, 77845), (1116, 103785, 103791), (1116, 155680, 155684), (1116, 311363, 311365).